# Trichoscypha smythei
Trichoscypha smythei är en sumakväxtart som beskrevs av Hutchinson & Dalziel. Trichoscypha smythei ingår i släktet Trichoscypha och familjen sumakväxter. Inga underarter finns listade i Catalogue of Life.